# Ga Muakjae
Ga Muakjae (Tiếng Hàn: 무악재역, Hanja: 毋岳재驛) là ga trên Tàu điện ngầm vùng thủ đô Seoul tuyến 3 ở Hongje-dong, Seodaemun-gu, Seoul.

## Lịch sử
- 13 tháng 9 năm 1983: Tên ga được quyết định là Ga Hongje[2]
- 1 tháng 4 năm 1985: Đổi tên ga thành Ga Muakjaee[3]
- 12 tháng 7 năm 1985: Việc kinh doanh bắt đầu với việc khai trương đoạn Gupabal ~ Dongnimmun của Tàu điện ngầm Seoul tuyến 3

## Bố trí ga
| Hongje ↑     |
| \| N/B       |
| ↓ Dongnimmun |

| Hướng Bắc | ●Tuyến 3 | ← Hướng đi Bulgwang · Yeonsinnae · Gupabal · Daehwa    |
| Hướng Nam | ●Tuyến 3 | → Hướng đi Gyeongbokgung · Chungmuro · Dogok · Ogeum → |

## Xung quanh nhà ga
| Lối ra \| 나가는 곳 \| Exit \| 出口 | Lối ra \| 나가는 곳 \| Exit \| 出口 |
| ----------------------------------- | --- |
| 1                                   | Inwangsan Eoulim APT, Inwangsan Hyundai APT, Trung tâm cộng đồng Hongje 2-dong, Inwang APT, Inwanggung APT, Văn phòng Western Waterworks |
| 2                                   | Trung tâm cộng đồng Muak-dong, Inwangsan 2nd I'PARK                                                                                      |
| 3                                   | Trường trung học cơ sở Daesin,Trường trung học Daesin, Trường tiểu học Seoul Dongnimmun                                                  |
| 4                                   | Muak Hyundai APT, Gyeonghuigung LOTTE CASTLE                                                                                             |

## Hình ảnh

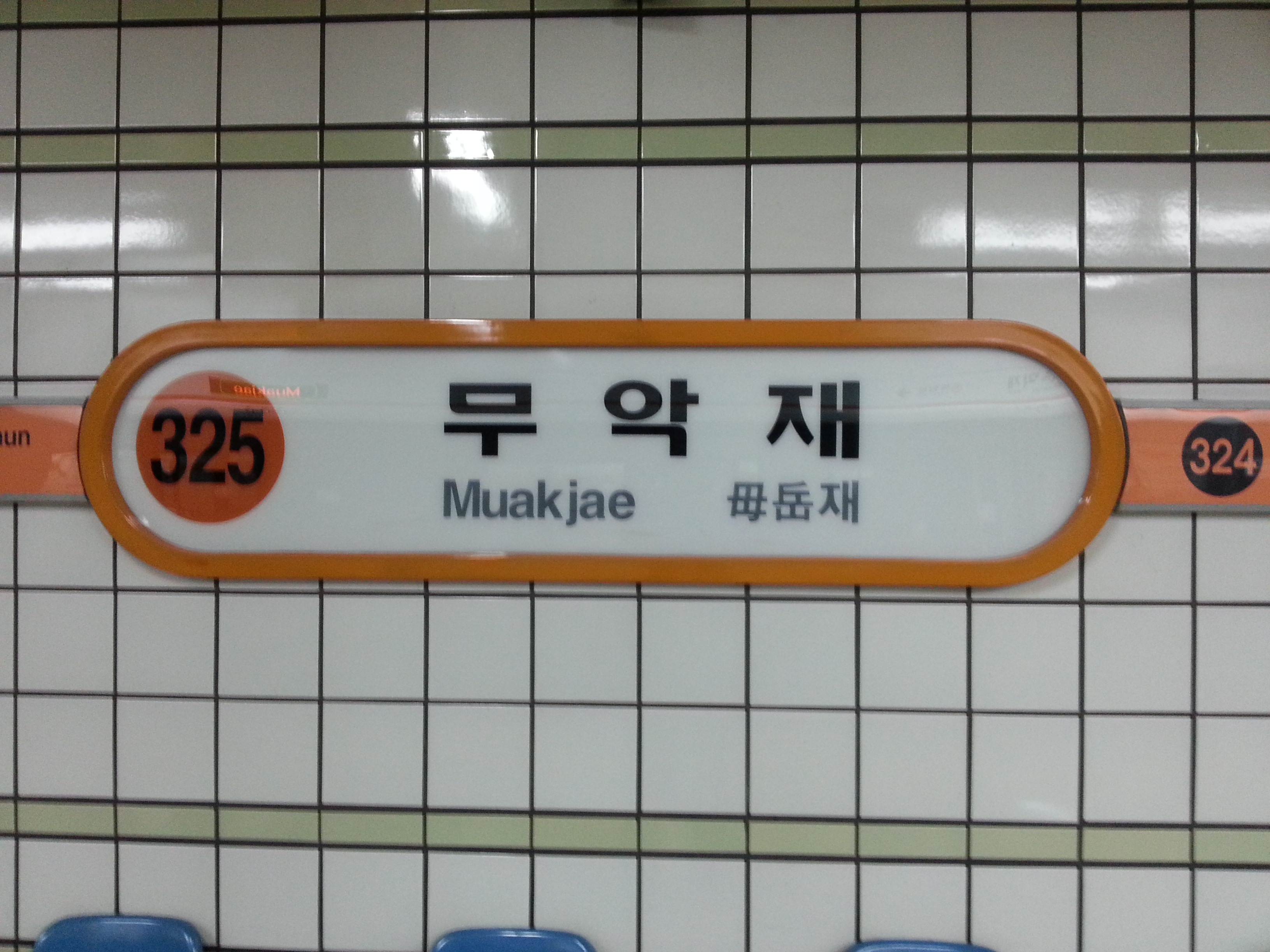
Bảng tên ga
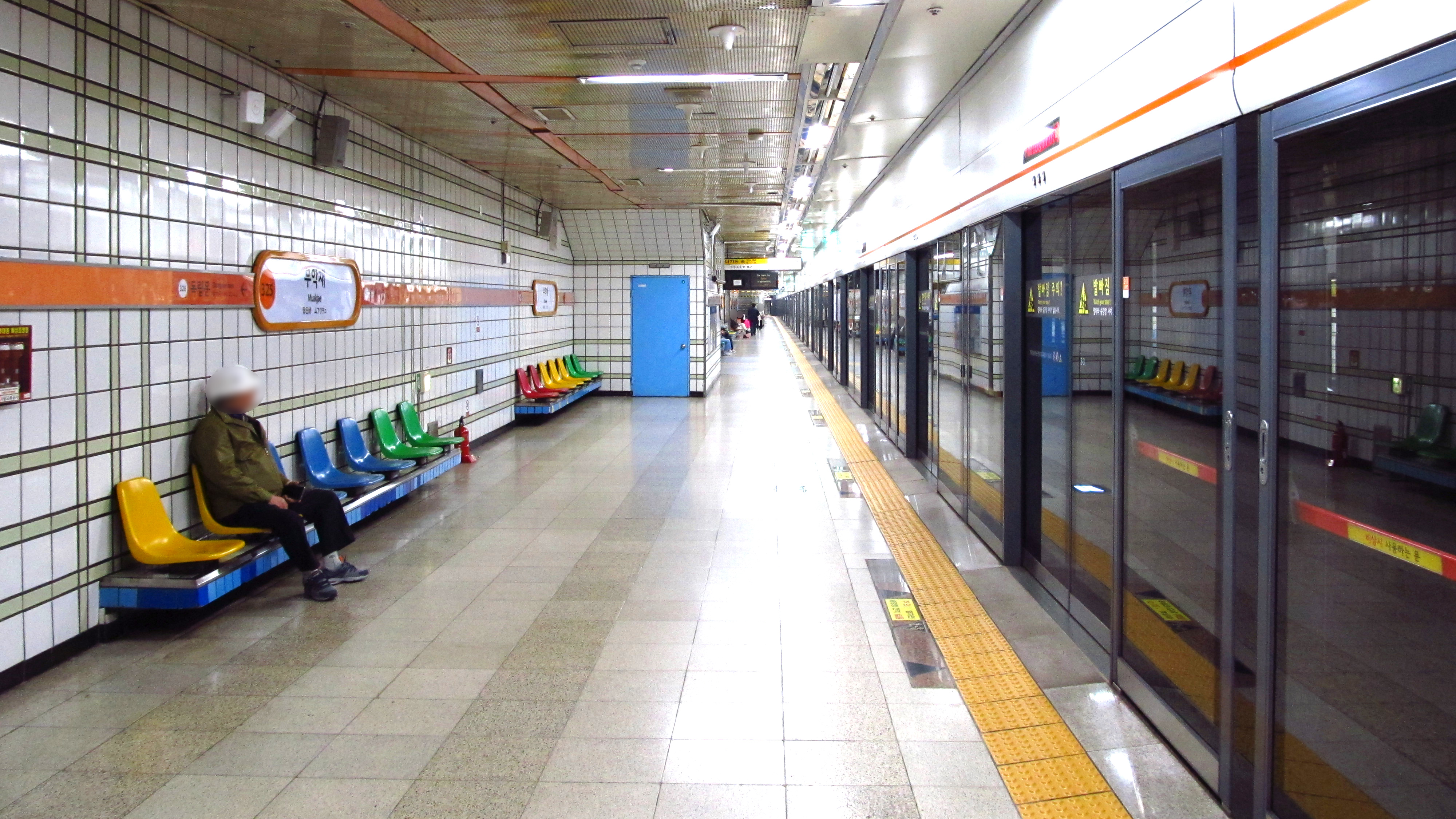
Sân ga
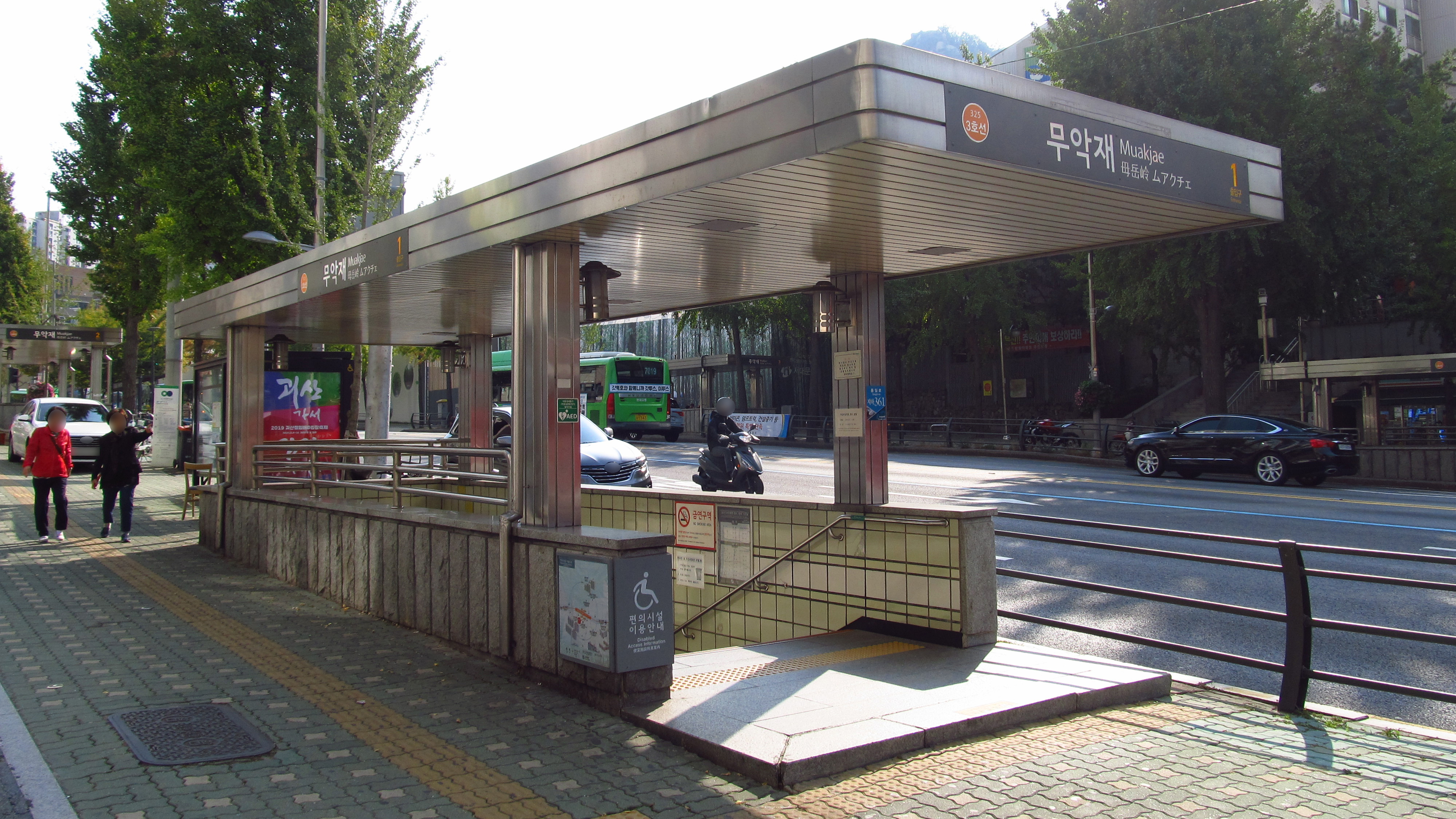
Lối ra 1